# 清靜派
清靜派是為全真派內部繁衍出七個支派之一，為清靜散人孫不二於洛陽近郊的鳳仙洞所創，孫不二著有《孙不二坤道功夫次第》（十四首）和《女功内丹》（四首）合称为《孙不二元君法语》，成為該派的主要信仰依據，其中女功內丹為專為女性所設的內丹修練法，傳自於王重陽。

### 清靜派的百字「字輩表」
全真通玄理　大道德無為　性合灰尸解　只此百功夫
虛靜明常應　宏仁守至誠　嗣教宗元化　悟本自遐齡
保命登華會　妙中演洞清　超升廣智慧　三界永康寧
長存修萬古　行滿法光明　勤用生利益　金木續乾坤
丹書祥速現　普照瑞龍麟　高上神霄太　煉成運相逢